# Cofradía de Nuestra Señora de la Candelaria
La Cofradía de Nuestra Señora de la Candelaria es una cofradía femenina de culto católico que tiene sede en Castilblanco, en la comunidad autónoma de Extremadura (España).

## Representaciones

### Nuestra Señora de la Candelaria
La imagen de Nuestra Señora de la Candelaria representa a santa María con corona de oro sujetando al niño Jesús, simbolizando la presentación de Jesús en el templo. La talla se encuentra en la Iglesia de San Cristóbal. 

## Procesiones
La cofradía desfila con la imagen de Nuestra Señora de la Candelaria el día 2 de febrero, cuando se celebra esta advocación de Santa María. La imagen es portada por chicas jóvenes, vestida con manto de color azul o blanco y rodeada de plantas con flores blancas.